# Alanis Guillen
Alanis Guillen Caratella (Santo André, 20 de maio de 1998) é uma atriz e modelo brasileira. Ficou conhecida por participar da vigésima sétima temporada do seriado telesivo Malhação, em 2019. Três anos depois, alcançou a fama, após passar no teste de interpretação, e conseguir o papel da selvagem Juma Marruá, na telenovela Pantanal, em 2022.

## Biografia e carreira

### Início da vida e reconhecimento
Guillen nasceu em Santo André, São Paulo em 20 de maio de 1998. Seu pai é Fúlvio Caratella, um engenheiro civil, sua mãe é Valéria Guillen, uma arquiteta e design de interiores. Seu nome de batismo foi escolhido ainda na gestação da mãe, pois na época, Alanis Morissette estava se destacando e seu pai sugeriu o nome da cantora. Alanis é a irmã mais nova, de mais dois irmãos chamados Marcelo e Isabela. Começou a carreira participando de comerciais na infância, tendo sido contratada por marcas como Nestlé, Marisa, Nextel e Mercado Livre. Alanis é formada em teatro pela Escola Nacional de Teatro de sua cidade natal. Em 2016, participou de cursos livres e oficinas com o grupo de estudos TAPA. Dois anos mais tarde, compôs o elenco da Cia. de Teatro Nóis na Mala. A atriz também esteve no cinema, no curta Ser o Que Se É (2018). Entre outros cursos, fez Interpretação para a TV na Escola de Atores Wolf Maya, corpo e voz com Lilian de Lima da Cia do Tijolo (2015), Bases Acrobáticas no curso de extensão da SP Escola de Teatro (2017), além do workshop de dança contemporânea com Sonia Mota (2018).

"Disse aos meus amigos, e até para os meus pais, que era mais um teste de uma produção qualquer. Fiz, mandei e logo tive resposta da produção, que gostou muito, mas que queria fazer uma outra opção com a participação da Bella Secchin, preparadora da TV Globo, com quem eu já tinha trabalhado em Malhação. Ficamos duas semanas nos falando online, estudando. Gravamos o teste e mandei"

— Guillen, sobre a sua escolha para o remake de Pantanal.
Sua estreia na televisão ocorreu aos 21 anos de idade, como a protagonista Rita em Malhação: Toda Forma de Amar, exibida entre 2019 e 2020. Em 2021, foi escolhida para interpretar a personagem Juma Marruá, na adaptação da novela Pantanal, produzida pela TV Globo. Sua preparação para o papel envolveu estudo arquetípico, estudo de mesa, mudança de hábitos, prática de Kung Fu, aulas de equitação, aulas de prosódia, dentre outras atividades.

## Vida pessoal
Alanis se declara feminista e diz que não gosta de rótulos como heterossexual ou bissexual, preferindo "se conectar às pessoas". Em outubro de 2022, a atriz assumiu ter sexualidade fluida. Além disso, ela é ativista do meio ambiente e utilizou o Instagram para fazer críticas ao governo de Jair Bolsonaro e ao fascismo. É uma atleta amadora, praticando o Muay Thai rotineiramente. Nas redes sociais, a atriz compartilha posts enaltecendo a mulher e sua feminilidade. "Viva as mulheres e a energia feminina que existe em todos", escreveu na legenda de um vídeo em que aparece imitando uma serpente, publicado em novembro de 2020. A atriz é vegetariana, mas voltou a comer carne para as preparações da novela Pantanal.

## Filmografia

### Televisão
| Ano  | Título                       | Personagem                  | Notas       |
| ---- | ---------------------------- | --------------------------- | ----------- |
| 2019 | Malhação: Toda Forma de Amar | Rita Gomes Moraes           |             |
| 2022 | Pantanal                     | Juma Marruá                 |             |
| 2024 | Mania de Você                | Michele dos Santos Nogueira |             |
| 2025 | Vermelho Sangue              | Flora                       |             |
| 2025 | Três Graças                  | Lorena Ferretti             |             |
| 2026 | Amor da Minha Vida           | [ 11 ]                      | Temporada 2 |

### Cinema
| Ano  | Título              | Papel          | Nota(s)        |
| ---- | ------------------- | -------------- | -------------- |
| 2018 | Ser O Que Se É      | Amiga de Marta | Curta-metragem |
| 2023 | Diário de Uma Onça  | Narradora      | Documentário   |
| 2025 | Aparecida - O Filme | Donana         | Curta-metragem |

## Prêmios e indicações
| Ano  | Prêmio                        | Categoria                             | Indicação                        | Resultado |
| ---- | ----------------------------- | ------------------------------------- | -------------------------------- | --------- |
| 2019 | Prêmio Contigo! Online        | Revelação da TV                       | Malhação: Toda Forma de Amar     | Indicada  |
| 2019 | Prêmio Contigo! Online        | Melhor Par Romântico                  | Rita e Filipe (com Pedro Novaes) | Indicada  |
| 2022 | MTV Millennial Awards         | Maratonei por Vc                      | Pantanal                         | Indicada  |
| 2022 | Prêmio Jovem Brasileiro       | Melhor Atriz                          | Pantanal                         | Indicada  |
| 2022 | Prêmio Geração Glamour        | Atriz Revelação                       | Pantanal                         | Venceu    |
| 2022 | Prêmio Men of the Year Brasil | Mulher do Ano                         | Pantanal                         | Venceu    |
| 2022 | Capricho Awards               | Artista Nacional do Ano (Cinema e TV) | Pantanal                         | Indicada  |
| 2022 | Prêmio Notíciasdetv.com       | Melhor Atriz Revelação                | Pantanal                         | Venceu    |
| 2022 | Melhores do Ano NaTelinha     | Melhor Atriz                          | Pantanal                         | Indicada  |
| 2022 | Acervo Awards                 | Atriz do Ano                          | Pantanal                         | Venceu    |
| 2022 | Melhores do Ano               | Melhor Atriz de Novela                | Pantanal                         | Indicada  |
| 2022 | BreakTudo Awards              | Atriz Nacional                        | Pantanal                         | Indicada  |
| 2022 | Prêmio Contigo! Online        | Melhor Atriz de Novela                | Pantanal                         | Indicada  |
| 2022 | Melhores do Ano AnaMaria      | Atriz do Ano                          | Pantanal                         | Indicada  |
| 2022 | Splash Awards                 | Melhor Atuação                        | Pantanal                         | Indicada  |
| 2022 | Prêmio Área VIP               | Melhor Atriz                          | Pantanal                         | Indicada  |
| 2022 | Prêmio Área VIP               | Melhor Personagem (como Juma Marruá)  | Pantanal                         | Indicada  |
| 2022 | Poc Awards                    | Atriz (voto popular)                  | Pantanal                         | Venceu    |
| 2023 | Troféu Internet               | Melhor Revelação                      | Pantanal                         | Pendente  |
| 2023 | Prêmio iBest                  | Influenciador Protagonista            | Pantanal                         | Pendente  |
| 2023 | Prêmio Faz Diferença          | Ela                                   | Pantanal                         | Pendente  |
| 2023 | SEC Awards                    | Destaque em TV                        | Pantanal                         | Pendente  |
| 2023 | Septimius Awards Festival     | Melhor Atriz Americana                | Pantanal                         | Pendente  |